# OKUTA
株式会社OKUTA(オクタ、英: Okuta Co.,Ltd.)は、埼玉県さいたま市大宮区に本社を置く日本の総合住生活企業である。1992年1月設立。

## 概要
OKUTA(オクタ)とは、埼玉県を中心に新築・住宅リフォームやリノベーションなど住生活事業を担う会社である。
「環境と健康」のもと「地球環境の原則を尊重する企業であり続ける」というミッション・ステートメントを経営方針とする。
2002年にその具体的一歩としてリフォーム業界初となる脱塩ビ(塩化ビニルクロス)を宣言、環境に配慮した無添加リフォームをその特色とした。
OKUTA(オクタ)が手がけるロハススタジオ(LOHAS studio)は「人と人とのふれ合いから生まれる、暮らしの中の心地よい空間」という意味を持つデンマーク語 hygge(ヒュッゲ)をコンセプトとしている。
無垢材や珪藻土といった自然素材にこだわったリフォーム、美しく機能性に富んだ空間デザインだけでなく、心地よい雰囲気を大切にする北欧の生活感を住まいに取り入れることを特色とする。
埼玉県を中心に展開しているロハススタジオは店舗そのものがショップ兼モデルルームの役割を果たしている。
自然素材にこだわり人にも地球にも優しい空間を体感できる事が特徴である。店舗ではワークショップ等のイベントも開催され好評を博している。
自然エネルギーをふんだんに活用した空間デザインはパッシブデザイン(passiv design)と呼ばれ、OKUTA(オクタ)を代表するデザイン提案となっている。
その特徴は風と光、断熱、省エネルギー、自然素材、愉しむを念頭に置いた空間デザインにある。
パッシブデザインでは光と風の性質を理解した設計、厳選された自然素材を使用するなど、エコを意識した暮らしがデザインされており、できる限り電気や石油に頼らなくとも四季を通じて心地よく快適な生活を送れるよう工夫がなされている。そのため自然派パッシブとも呼ばれる。
憩いの空間をライフスタイルに合わせて演出し、省エネルギーを含め暮らしをトータルにデザインしていることから、2020年基準の住宅性能の実現とも言われる。
パッシブデザインを説明したイメージビデオは「パッシブデザインのすべらない話」と題され、ナレーションには声優の若本規夫が起用されている。
首都圏を中心に住宅メンテナンスやリフォーム、	ハウスクリーニングを担うHandyman(ハンディマン)はもともとOKUTA(オクタ)のメンテナンス部門として始まる。
特筆すべきはその豊富すぎる住まいの便利サービスである。水まわりのメンテナンスやエアコンの掃除といったハウスクリーニング以外にも庭の手入れやペットの散歩、お買い物代行や花見の場所取りまでも依頼することができる。
社内には業務効率の向上を目的とし15〜20分ほどの仮眠を推奨する「パワーナップ(短い仮眠)」という制度が設けられており、多数のメディアから注目を集めている。

## 沿革
- 1992年1月 - 有限会社プラス設立　社員５名にて埼玉県大宮市(現さいたま市)に25坪の賃貸事務所において有限会社プラス設立(資本金3,000千円)
- 1993年2月 - 埼玉県越谷市に有限会社プラス越谷店を開設
- 1994年1月 - 埼玉県川口市に有限会社プラス川口店を開設
- 1995年2月 - 株式会社プラスへ組織変更(資本金10,000千円)
- 1995年4月 - 埼玉県三郷市に有限会社プラス三郷店を開設
- 1995年7月 - 埼玉県所沢市に有限会社プラス所沢店を開設
- 1996年1月 - 埼玉県大宮市(現さいたま市)中野林、旧OKUTAビルへ移転
- 1996年3月 - 業界初のユーザーサポートシステムの開始(現LOHAS CLUB)
- 1996年7月 - 埼玉県朝霞市に有限会社プラス朝霞店を開設
- 1996年12月 - ハウスクリーニング部門を独立　株式会社プラス資本金15,000千円に増資
- 1997年6月 - 社名を「株式会社OKUTA」に社名変更
- 1997年10月 - 多機能工部門を設立(現Handyman.jp(アフターメンテナンス・便利屋サービス)の前進)
- 1998年3月 - 埼玉県熊谷市に株式会社オクタ熊谷店を開設
- 1999年3月 - 千葉県船橋市に株式会社オクタ船橋店を開設
- 1999年4月 - 埼玉県春日部市に越谷店を移転。株式会社オクタ春日部店として開設
- 2000年3月 - 東京都調布市に株式会社オクタ調布店を開設
- 2001年2月 - 千葉県千葉市に株式会社オクタ千葉店を開設
- 2001年7月 - 業界初24時間対応サポートサービス「住まいるサポート24」の開始(現LOHAS CLUB)
- 2001年11月 - 東京都江戸川区に株式会社オクタ江戸川店を開設
- 2002年2月 - 東京都練馬区に朝霞店を移設し、株式会社オクタ練馬店として開設
- 2002年9月 - リフォーム業界全国初「脱・塩ビ宣言」無添加リフォームブランド設立
- 2002年10月 - 株式会社OK-DEPOT(建材・住宅設備機器販売)設立/Handyman事業部設立(メンテナンス・住宅修理)
- 2003年2月 - 三郷店を無添加体験館としてリニューアルオープン
- 2003年4月 - NPO Eco Reform推進協議会の設立
- 2003年7月 - 大宮店を「Reform studio」としてリニューアルオープン
- 2003年9月 - LOHAS GROUP株式会社の設立・無添加リフォームを全国展開
- 2003年10月 - 本社を埼玉県さいたま市大宮区宮町3-25「OKUTA Family BLDG」に移転/越谷店を「Reform studio」としてリニューアルオープン
- 2004年2月 - 練馬店を「Reform studio」としてリニューアルオープン
- 2004年5月 - 株式会社OKUTA資本金50,000千円に増資
- 2004年7月 - 所沢店を「Reform studio」としてリニューアルオープン/熊谷店を「Reform studio」としてリニューアルオープン
- 2004年10月 - 千葉店を「Reform studio」としてリニューアルオープン
- 2005年4月 - 船橋店を「Reform studio Tsudanuma」として移転リニューアルオープン
- 2005年5月 - 中国にオリジナル建材・建具製造工場設立
- 2005年8月 - 埼玉県さいたま市見沼区に耐震事業部事務所を開設
- 2005年10月 - 全Reform studioをLOHAS studioへ名称変更
- 2005年11月 - 神奈川県横浜市都筑区のハウスクエア横浜内に「LOHAS studio」ハウスクエア横浜店を開設
- 2008年4月 - 株式会社OKUTA資本金67,000千円に増資/㈱OK-DEPOTを吸収合併
- 2008年7月 - 千葉店を東京都墨田区に移転「LOHAS studio」錦糸町店として開設
- 2009年6月 - 国土交通省「長期優良住宅先導的モデル事業」にJERCOを通じて応募、OKUTAのモデルが採択
- 2009年7月 - OKUTA本社1階を「LOHAS studio」としてリニューアル/不動産事業部を設立
- 2009年11月 - 国土交通省「長期優良住宅先導的モデル事業」に採択
- 2010年1月 - 東京都世田谷区用賀に「LOHAS studio」世田谷店として開設
- 2010年3月 - 「埼玉県森林づくり協定(三社協定)」締結((株)OKUTA、(社)埼玉県農林公社及び埼玉県)
- 2010年12月 - 国土交通省「長期優良住宅先導事業」に採択
- 2011年4月 - 神奈川県横浜市港南区に「LOHAS studio」横浜店として開設
- 2011年8月 - 国土交通省「長期優良住宅先導事業」に採択
- 2013年1月 - 新築事業部を設立
- 2013年8月 - 大宮店が大宮区宮町(本店)へ移転
- 2013年10月 - 東京都立川市に「LOHAS studio」立川店として開設
- 2013年12月 - 外装事業部・逓信事業部を埼玉県さいたま市北区宮原町に移転
- 2014年1月 - 練馬店を東京都練馬区上石神井に移転
- 2014年5月 - 安江工務店(本社：愛知県名古屋市)と2社共同事業として、水まわり専門店「みずデポ」をオープン
- 2014年10月 – 川口店を近隣エリアに総合
- 2016年08月 – 新築ブランド「LOHASTA home」（ロハスタホーム）の提供開始
- 2017年07月 – 所沢店が所沢市松葉町に移転
- 2018年04月 – 東京都新宿区に「LOHAS studio」新宿店として開設

## 関連会社
- 船井総合研究所

## 加盟団体
- 公益社団法人 インテリア産業協会
- 一般社団法人 パッシブハウス・ジャパン
- 埼玉県住まいづくり協議会会員
- (財)住宅性能保証制度業者登録会員(登録番号：21017473)
- 一般社団法人 日本住宅リフォーム産業協会
- 国土交通大臣認可法人日本木造住宅耐震補強事業者協同組合員
- 特定非営利活動法人『人・家・街 安全支援機構』(略称LSO)内閣府認証府国生第1747号
- NPOエコリフォーム推進協議会会員
- NPO横浜市住宅リフォーム促進協議会
- NPO法人 新住協
- (社)埼玉県宅地建物取引業協会
- (社)リノベーション住宅推進協議会

## 受賞歴
- 2007年09月 - 「第24回住まいのリフォームコンクール」優秀賞受賞
- 2007年10月 - 「第15回 ジェルコ(JERCO)リフォームデザインコンテスト」全国最優秀賞受賞
- 2007年11月 - 「第4回エコプロダクツ大賞エコサービス部門審査委員長特別賞」を受賞
- 2008年03月 - 「第6回日本環境経営大賞【環境価値創造部門】環境プロジェクト賞」を受賞
- 2008年09月 - 「第25回 住まいのリフォームコンクール」にて優秀賞3点をはじめとする4点の特別賞受賞、37点入賞
- 2008年10月 - 「第16回 ジェルコ(JERCO)リフォームデザインコンテスト」全国最優秀賞受賞
- 2009年01月 - 「第10回耐震リフォームデザイン＆アイディアコンテスト」全国大会　優良賞を受賞
- 2009年09月 - 「第26回住まいのリフォームコンクール」にて優秀賞合計2点受賞
- 2009年10月 - 「第17回 ジェルコ(JERCO)リフォームデザインコンテスト」2年連続で全国最優秀賞受賞
- 2009年11月 - 「第7回勇気ある経営大賞 特別賞」を受賞
- 2010年01月 - 「第11回耐震リフォームデザイン＆アイディアコンテスト」全国大会　審査員特別賞を受賞
- 2010年02月 - 「第1回船井総研グレートカンパニーアワード大賞」受賞
- 2010年12月 - 第11回さいたま環境賞「事業者部門」受賞
- 2010年09月 - 「第27回住まいのリフォームコンクール」にて優秀賞合計2点受賞
- 2010年10月 - 「第18回JERCOデザインコンテスト」にて全国最優秀賞3年連続受賞
- 2011年02月 - 「第2回グレートカンパニーアワード」ユニークビジネスモデル賞受賞
- 2011年10月 - 「第18回 ジェルコ(JERCO)リフォームデザインコンテスト」にて全国部門別最優秀賞受賞
- 2011年11月 - 「第8回パートナーシップ大賞」にてパートナーシップ賞、特別賞を受賞
- 2012年01月 - 「第28回住まいのリフォームコンクール」にてトップ4賞中「住宅金融支援機構理事長賞」初受賞、合計2点受賞
- 2012年10月 - 「第19回 ジェルコ(JERCO)リフォームデザインコンテスト」にて全国部門別最優秀賞受賞
- 2013年01月 - 住まいのインテリアコーディネーションコンテスト受賞
- 2013年04月 - 「第一回ソーシャルプロダクツアワード」にて【passiv design(パッシブデザイン)】がソーシャルプロダクツ賞受賞
- 2013年05月 - 「第8回YRC(ヤマハリフォームクラブ)リフォーム選手権コンテスト」にて【首都圏部門】最優秀賞受賞
- 2013年09月 - 「第30回 住まいのリフォームコンクール」7年連続で受賞
- 2013年12月 - 「平成25年度キッチン空間アイデアコンテスト」 奨励賞受賞
- 2013年12月 - 「2013年度ジェルコリフォームデザインコンテスト」関東甲信越支部大会にて9作品入賞 7年連続で最多受賞
- 2013年12月 - 「2013年度ジェルコリフォームデザインコンテスト」全国大会にて本コンテスト最多の9賞を受賞
- 2014年10月 - 「2014年度 ジェルコリフォームデザインコンテスト」 全国大会30周年記念にて12作品が受賞
- 2014年10月 - 「2014年度ジェルコリフォーム デザインコンテスト」関東甲信越大会10作品12賞受賞
- 2014年11月 - 「OKUTAこめまめプロジェクト」がフードアクションニッポンアワード2014にて入賞
- 2014年11月 - 「OKUTAこめまめプロジェクト」のパートナーである埼玉県比企郡小川町下里1区

（2010年農林水産祭 村づくり部門」天皇杯受賞）に、天皇・皇后が行幸啓
- 2014年12月 - 「ジェルコリフォームデザインコンテスト関東甲信越支部大会2014」にて12点受賞
- 2014年12月 - 「第2回 埼玉県環境住宅賞」にて2点受賞
- 2014年12月 - 「TDYリモデルスマイル作品コンテスト2014」にて1点受賞
- 2014年12月 - 「キッチン空間アイデアコンテスト2014」にて3点受賞
- 2014年12月 - 「住まいのインテリアコーディネーションコンテスト2014」にて2点受賞
- 2015年02月 -  経済産業省主催「平成26年度 先進的なリフォーム事業者表彰（経済産業大臣表彰）」に選定
- 2015年09月 -  第32回「住まいのリフォームコンクール」＜ビジネス部門＞センター理事長賞「LOHAS CLUB」
- 2015年09月 -  OKUTAの住宅ブランドpassiv designが「2015年度 グッドデザイン賞」を受賞
- 2015年10月 - 「ジェルコリフォームデザインコンテスト2015全国大会」6作品受賞
- 2015年11月 -  日本エコハウス大賞2015「性能の先を行くエコ住宅のデザイン」にてリフォーム優秀賞を受賞
- 2015年11月 -  OKUTAのpassiv designリフォーム物件がパッシブデザインコンペ2015にて佳作を受賞
- 2015年12月 -  平成27年度キッチン空間アイデアコンテストにて初の優秀賞を受賞
- 2015年12月 - 「第3回 埼玉県環境住宅賞」にて3点受賞
- 2016年01月 -  住まいのインテリアコーディネーションコンテストにてインテリア産業協会会長を受賞
- 2016年02月 -  ジェルコリフォームデザインコンテスト関東甲信越支部大会2015にて12点受賞
- 2016年03月 -  LIXIL 秋のリフォームコンテスト2015にてストーリー賞部門埼玉支社最優秀賞を受賞
- 2016年03月 -  OKUTAの住宅ブランドpassiv designが「ハウス・オブ・ザ・イヤー・イン・エナジー2015」優秀賞を受賞
- 2016年07月 - 「Jackグループ主催 全国リフォームアイデアコンテスト」にて3点受賞
- 2016年10月 - 「第33回 住まいのリフォームコンクール」にて1点受賞
- 2016年10月 - 「ジェルコリフォームデザインコンテスト2016全国大会」受賞14年連続、計6作品受賞
- 2016年12月 - 「OKUTAこめまめプロジェクト」が環境省主催「第4回グッドライフアワード」にて環境
- 2016年12月 - 「第4回 埼玉県環境住宅賞」にて2点受賞
- 2016年12月 - 「住まいのインテリアコーディネーションコンテスト」にて優秀賞を受賞
- 2016年12月 - 「平成28年度 キッチン空間アイデアコンテスト」にて3作品が奨励賞を受賞
- 2017年02月 - 「LIXILメンバーズコンテスト2016」にて「地域最優秀賞」を受賞
- 2017年07月 - 「Jackグループ主催 全国リフォームアイデアコンテスト」にて2点受賞
- 2017年10月 - 「第34回 住まいのリフォームコンクール」にて3点受賞
- 2017年10月 - 「ジェルコリフォームデザインコンテスト2017全国大会」受賞14年連続、計7作品受賞
- 2017年11月 -  日本エコハウス大賞2017「日本一住みたくなるエコハウス！」にてリフォーム部門優秀賞を受賞
- 2017年12月 - 「リノベーション・オブ・ザ・イヤー 2017」にて施工費1000万円未満部門「最優秀賞」を受賞
- 2017年12月 - 「第4回 埼玉県環境住宅賞」にて「passiv design」の4作品が受賞
- 2018年01月 - 「平成29年度 キッチン空間アイデアコンテスト」にて奨励賞を受賞
- 2018年01月 - 「住まいのインテリアコーディネーションコンテスト」スタイリング部門にて部門賞1作品受賞
- 2018年02月 -  ジェルコリフォームデザインコンテスト2017関東甲信越支部大会にて6点受賞
- 2018年03月 -  LIXIL 秋のリフォームコンテスト2017にてストーリー賞埼玉エリア最優秀賞を受賞
- 2018年03月 -  環境省・環境人材育成コンソーシアム（EcoLeaD）主催「環境 人づくり企業大賞2017」にて優秀賞を受賞